# União Desportiva Internacional de Bissau
La União Desportiva Internacional de Bissau, també anomenat UDIB, és un club de Guinea Bissau de futbol de la ciutat de Bissau. Vesteix de colors verd i blanc.

## Palmarès
- Lliga de Guinea Bissau de futbol:[2]

1976, 1985, 2003, 2019.
- Copa de Guinea Bissau de futbol:[3]

1977, 1983, 1984, 1985, 1988, 1996, 2024.